# Île Beaver (Michigan)
Ne doit pas être confondu avec Île Beaver.
L'île Beaver, ou Beaver Island, est la plus grande île du lac Michigan dans le comté de Charlevoix dans l'état du Michigan aux États-Unis.

## Géographie
Située à environ 51 km de Charlevoix, elle s'étend sur 21 km de longueur pour une largeur d'environ 10 km.
Secteur non constitué en municipalité, son code postal est : 49 782. Elle dispose de deux aéroports, l'un privé, l'autre public.
C'est la plus grande île d'un petit archipel incluant notamment l'île Trout, l'île High et l'île aux Galets.

## Histoire

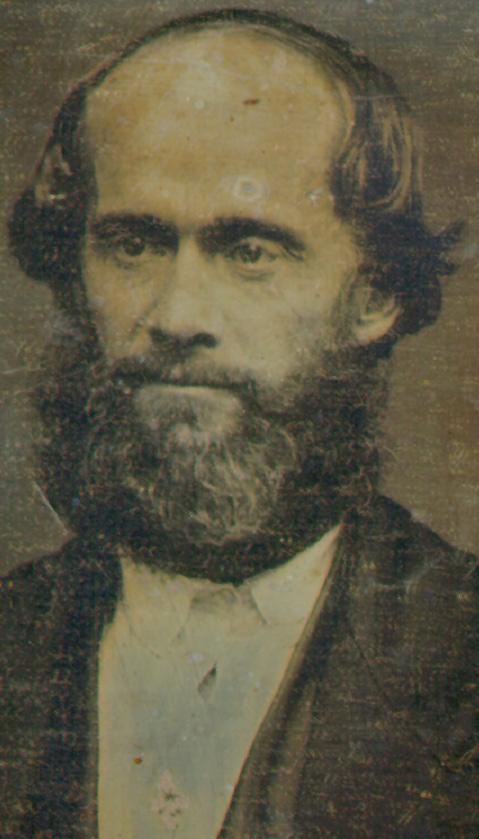
Daguerreotype de 1856 de James Strang, pris à l'île Beaver Island par J. Atkyn, photographe itinérant qui deviendra plus tard un des assassins de Strang.

Bien que de nos jours connue exclusivement pour ses plages touristiques, l'île Beaver a été un royaume des Mormons. L'association de l'île avec le mormonisme débute à la mort de Joseph Smith, fondateur de l'église de Jésus-Christ des saints des derniers jours. La plupart des saints des derniers jours ont considéré Brigham Young comme successeur de Smith, mais beaucoup d'autres ont alors suivi James Strang.
Strang fonde la Strangite affirmant que c'est la seule suite légitime de l'église de Joseph Smith. Son groupe s'installe à Voree, Wisconsin puis se déplace en 1848 sur l'île Beaver.
Strang est élu à la Chambre des représentants du Michigan en 1853 et en 1855. Il fonde aussi le premier journal du nord du Michigan, le Northern Islander et fait de l'île Beaver le centre d'un nouveau comté, le comté de Manitou comprenant les îles Beaver, Fox, Manitou du Nord et Manitou du Sud. Le comté de Manitou est abandonné par l'État du Michigan en 1895.
Une fois établi sur l'île Beaver, Strang s'y déclare un polygame alors qu'il en était jusqu'alors opposé et aura ainsi cinq femmes qui lui donneront quatorze enfants.
Le 8 juillet 1850, Strang se proclame roi lors d'une cérémonie en grande pompe, à l'intérieur d'un grand tabernacle construit par ses disciples.
Il s'oppose rapidement au non-Strangite de l'île dont il est régulièrement accusé de saisir de force leurs biens et de les agresser physiquement. L'hostilité entre les deux groupes va entrainer de grandes violences. Strang se montre aussi violent et dictatorial envers ses administrés, obligeant même les femmes à se vêtir de bloomer.
Le 16 juin 1856, l' USS Michigan invite à bord Strang. Lorsqu'il descend du quai, deux marins l'abattent par derrière et se réfugient sur le navire. Celui-ci quitte le quai sans qu'ils soient inquiétés et les débarque à l'île Mackinac. Strang meurt de ses blessures le 9 juillet 1856. Des populations venues de l'île Mackinac et de l'île Sainte-Hélène viennent aussitôt confisquer les biens des Strangites et les chasser de l'île.
Le gouverneur du Michigan John J. Bagley (en) abolit le comté en 1877 et en 1895, l'île Beaver est incluse dans le comté de Charlevoix.
Des pêcheurs irlandais vont ensuite développer l'île. Au milieu des années 1880, elle devient le plus grand fournisseur de poissons d'eau douce des États-Unis.
L'exploitation forestière qui est encore une des parties importantes de l'économie de l'île, s'est considérablement développée avec la formation de la Beaver Island Logging Company en 1901.

## Galerie

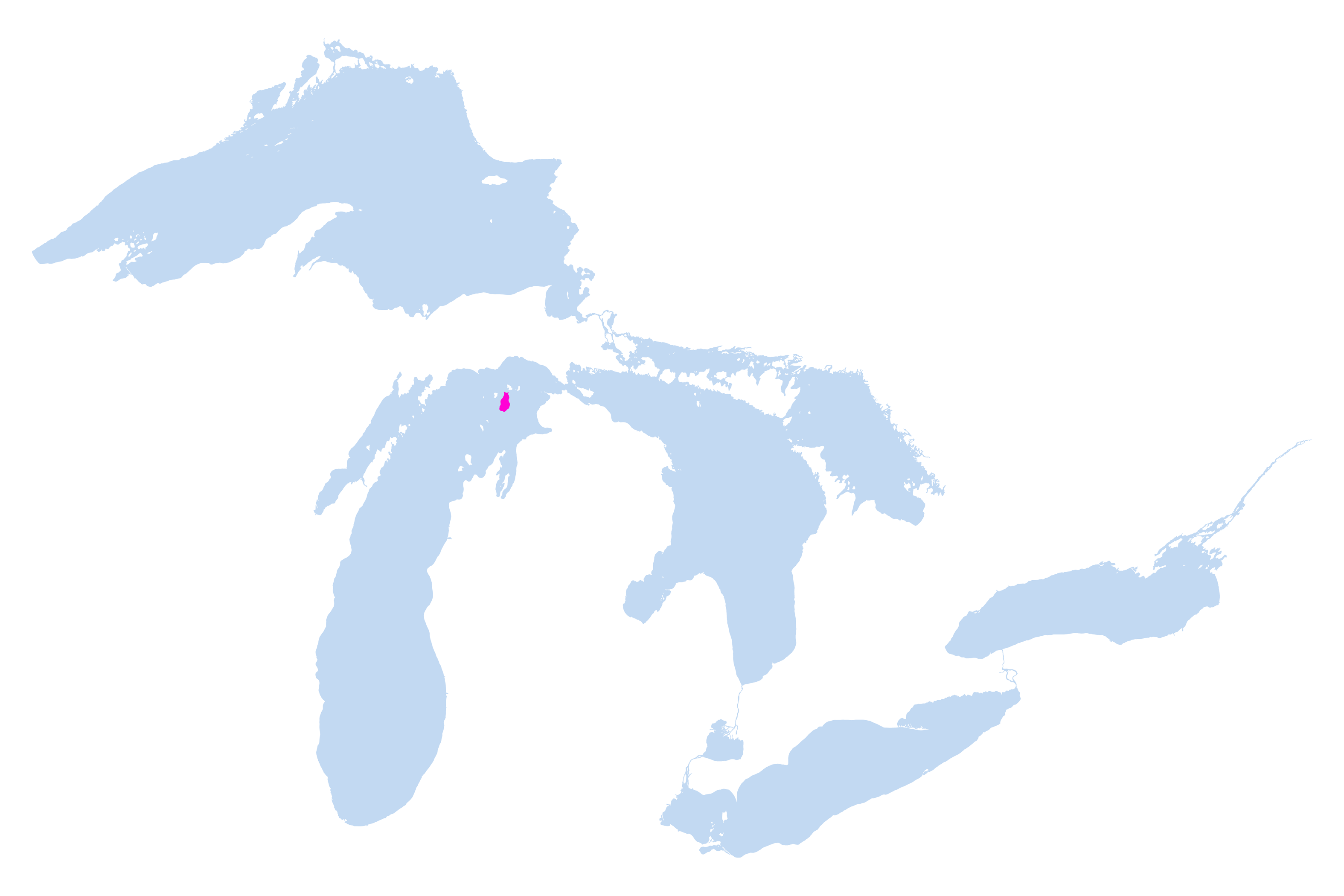
Localisation de l'île
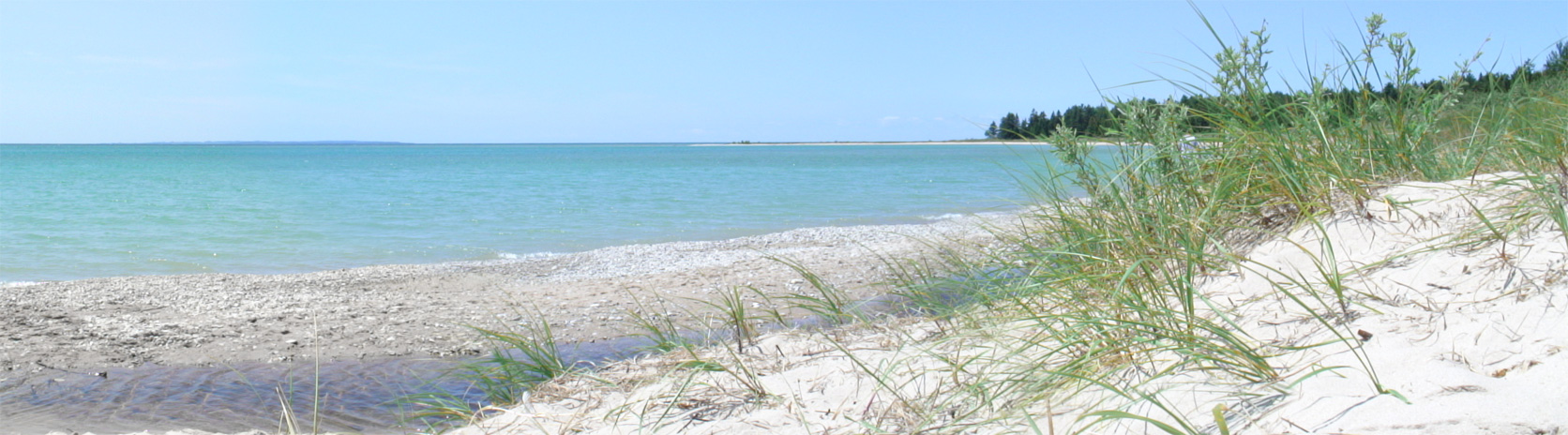
Vue de Iron Ore Bay à l'extrémité sud de l'île Beaver
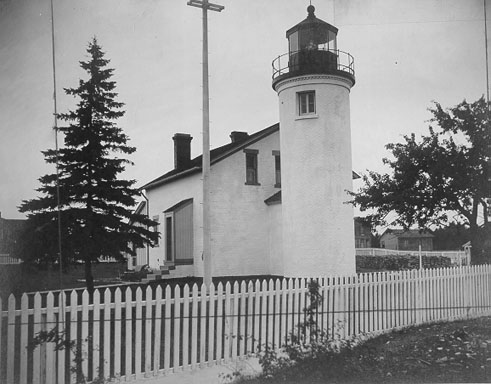
Le phare St. James dans le port de l'île Beaver avant la Seconde Guerre mondiale
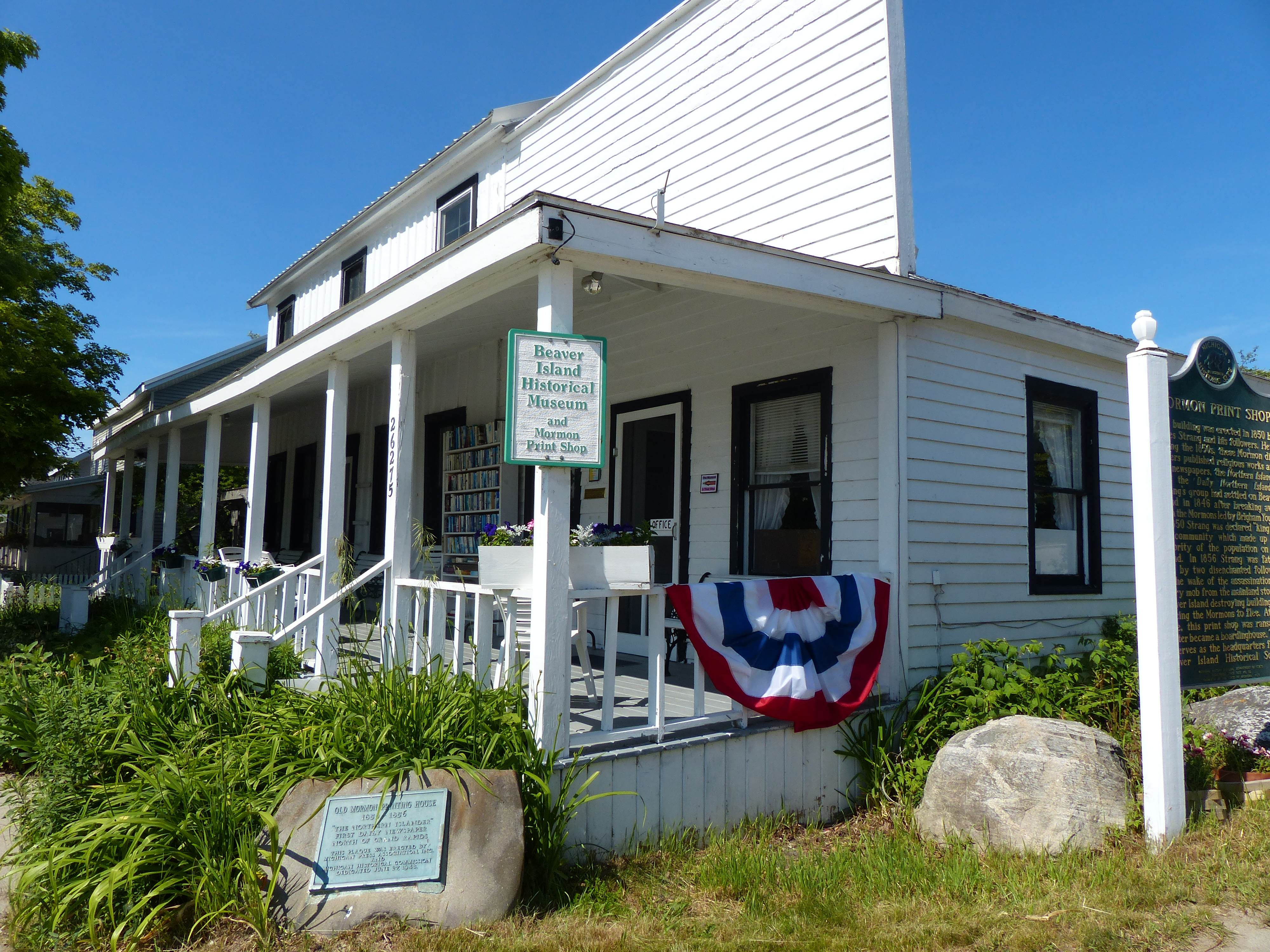
Beaver Island Historical MuseumBeaver Island Historical Society]